# ベビーフェイス (飲食店)

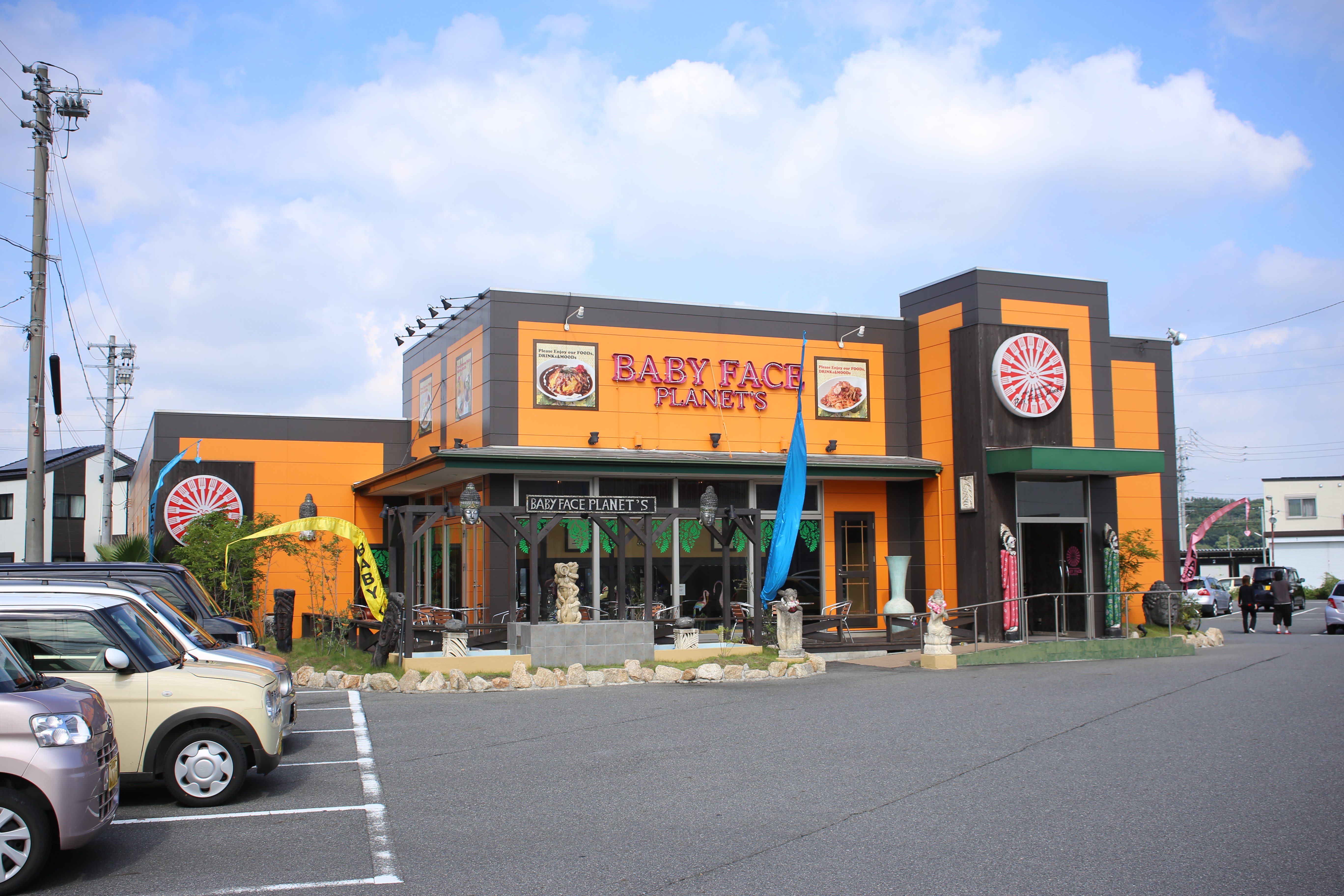
店舗一例（阿久比店）

株式会社ベビーフェイス（英文社名；BABYFACE CO., LTD）は、奈良県奈良市に本社を置くレストランチェーン運営会社。略称は「ベビフェ」。

## 概要
近畿地方を中心に洋食レストラン＆カフェ「BABYFACE PLANET'S（ベビーフェイスプラネッツ）」を全国にフランチャイズ展開しており、異国情緒な雰囲気や、大盛りメニューなどが話題になっている。また、インドネシア・バリ島でもレストラン「BABYFACE Bali ubud」、スパ＆マッサージ店「Miho SPA」を運営している。
バリ島店は閉店

## 沿革
- 1979年4月、奈良県奈良市に第1号店「BABYFACE新大宮店」創業[3]。
- 1995年3月、第２号店となる「BABYFACE 学園前店」をオープン[3]。
- 2002年3月、「BABYFACE PLANET'S 京都店」のオープンを皮切りに全国にフランチャイズ展開開始[3]。
- 2003年10月、有限会社ベビーフェイス設立[3]。
- 2005年10月、株式会社ベビーフェイスへ商号変更[3]。
- 2006年12月、インドネシアに「BABY FACE バリ島店」をオープン[3]。
- 2009年6月、研修施設「BABYFACE PLANET'Sトレーニングセンター」を設立[3]。

## 店舗一覧
（※2018年12月現在）

### 直営店
奈良県
- BABYFACE 奈良学園前店（2019年4月現在休業中）
- BABYFACE 押熊店
- COOL BEANS 珈琲店

### フランチャイズ加盟店

#### 近畿地方
奈良県
- BABYFACE PLANET'S 王寺店
- BABYFACE PLANET'S 香芝店
- BABYFACE PLANET'S 広陵店
- BABYFACE PLANET'S 大御門店(郡山店)
- BABYFACE PLANET'S 東生駒店
- BABYFACE PLANET'Sカフェ 東向店

京都府
- BABYFACE PLANET'S 宇治大久保店
- BABYFACE PLANET'S 京都店
- BABYFACE PLANET'S 京都産業大学店
- BABYFACE PLANET'S 京都三条店
- BABYFACE PLANET'S 福知山店
- BABYFACE PLANET'S 松井山手店
- BABYFACE PLANET'S 舞鶴店

大阪府
- BABYFACE PLANET'S 泉佐野店
- BABYFACE PLANET'S 和泉店
- BABYFACE PLANET'S 河内長野店
- BABYFACE PLANET'S 光明池店
- BABYFACE PLANET'S ホームズ寝屋川店
- BABYFACE PLANET'S 羽曳野店
- BABYFACE PLANET'S 南津守店

和歌山県
- BABYFACE PLANET'S 田辺店

滋賀県
- BABYFACE PLANET'S 草津エイスクエア店
- BABYFACE PLANET'S 湖南店
- BABYFACE PLANET'S 長浜店
- BABYFACE PLANET'S 東近江店
- BABYFACE PLANET'S 彦根店
- BABYFACE PLANET'S 守山店
- BABYFACE PLANET'S 大津瀬田店

兵庫県
- BABYFACE PLANET'S 北神戸店
- BABYFACE PLANET'S 大蔵谷店
- BABYFACE PLANET'S 川西店
- BABYFACE PLANET'S 西宮大浜店
- BABYFACE PLANET'S 姫路店

三重県
- BABYFACE PLANET'S 伊勢店
- BABYFACE PLANET'S 桑名店
- BABYFACE PLANET'S 鈴鹿店
- BABYFACE PLANET'S 名張店
- BABYFACE PLANET'S 松阪店
- BABYFACE PLANET'S 四日市生桑店
- BABYFACE PLANET'S 四日市笹川店
- BABYFACE PLANET'S 津芸濃店

#### 近畿地方以外
福岡県
- BABYFACE PLANET'S 春日店
- BABYFACE PLANET'S 久留米店
- BABYFACE PLANET'S パセオ野間大池店
- BABYFACE PLANET'S 宗像店
- BABYFACE PLANET'S 和白店
- BABYFACE PLANET'S 二日市店

佐賀県
- BABYFACE PLANET'S 佐賀江北店

長崎県
- BABYFACE PLANET'S 長崎大村店
- BABYFACE PLANET'S 長崎プラザ・L店

熊本県
- BABYFACE PLANET'S 熊本けやき通り店

大分県
- BABYFACE PLANET'S 大分大在店

宮崎県
- BABYFACE PLANET'S 宮崎大島店

鳥取県
- BABYFACE PLANET'S 米子中島店

島根県
- BABYFACE PLANET'S 松江田和山店

岡山県
- BABYFACE PLANET'S 岡山インター店
- BABYFACE PLANET'S 倉敷店

広島県
- BABYFACE PLANET'S 福山曙店
- BABYFACE PLANET'S 福山神辺店

香川県
- BABYFACE PLANET'S 茶屋ガーデン観音寺店

福井県
- BABYFACE PLANET'S 敦賀店

新潟県
- BABYFACE PLANET'S 新潟女池インター店
- BABYFACE PLANET'S 新潟フレスポ赤道店

長野県
- BABYFACE PLANET'S 長野北店

岐阜県
- BABYFACE PLANET'S 羽鳥店
- BABYFACE PLANET'S 岐阜店

愛知県
- BABYFACE PLANET'S 蟹江店
- BABYFACE PLANET'S 阿久比店
- BABYFACE PLANET'S エアポートウォーク名古屋店
- BABYFACE PLANET'S 尾張旭店
- BABYFACE PLANET'S 春日井市民病院前店
- BABYFACE PLANET'S 豊田店
- BABYFACE PLANET'S 名古屋緑店
- BABYFACE PLANET'S 三河安城店
- BABYFACE PLANET'S 名北店

静岡県
- BABYFACE PLANET'S 浜松店

北海道
- BABYFACE PLANET'S 旭川忠和店
- BABYFACE PLANET'S 札幌平岡店
- BABYFACE PLANET'S 苫小牧店
- BABYFACE PLANET'S 長崎屋帯広店
- BABYFACE PLANET'S 函館店
- BABYFACE PLANET'S 札幌宮の森店
- BABYFACE PLANET'S 札幌東区役所前店

青森県
- BABYFACE PLANET'S 八戸ラピア店

福島県
- BABYFACE PLANET'S いわき店

栃木県
- BABYFACE PLANET'S 宇都宮店

### 閉鎖店舗
大阪府
- BABYFACE PLANET'S 堺フードコート店
- BABYFACE PLANET'S 摂津店
- BABYFACE PLANET'S 道頓堀店
- BABYFACE PLANET'S 東香里店
- BABYFACE PLANET'S 美原店
- BABYFACE PLANET'S 守口店
- BABYFACE PLANET'S 阪南店
- BABYFACE PLANET'S 茨木店
- BABYFACE PLANET'S 岸和田店
- BABYFACE PLANET'S 枚方店
- BABYFACE PLANET'S 松原天美店
- BABYFACE PLANET'S リンデンバウム和泉R26店
- BABYFACE PLANET'S 門真店
- BABYFACE PLANET'S 富田林店
- BABYFACE PLANET'S 大東店

その他の都道府県
- 町屋カフェBABYFACE 金沢店（石川県）
- 町屋カフェBABYFACE 田原本店（奈良県）
- BABYFACE PLANET'S 堅田店（滋賀県）
- BABYFACE PLANET'S 銀座コリドー街店（東京都）
- BABYFACE PLANET'S 御所店（奈良県）
- BABYFACE PLANET'S 桜井店（奈良県）
- BABYFACE PLANET'S 八日市店（滋賀県）
- BABYFACE PLANET'S 池田木部店（兵庫県）
- BABYFACE PLANET'S 四日市店（三重県）
- BABYFACE PLANET'S 鳥栖店（佐賀県）
- BABYFACE PLANET'S 佐賀店
- BABYFACE PLANET'S 南草津店 (滋賀県)
- BABYFACE PLANET'S 近江八幡店 (滋賀県)
- BABYFACE PLANET'S 茨城勝田店 (茨城県)
- BABYFACE PLANET'S 大垣店 (岐阜県)
- BABYFACE PLANET'S リーフウォーク稲沢店 (愛知県)
- BABYFACE PLANET'S 幸田店 (愛知県)
- BABYFACE PLANET'S 京田辺アルプラザ店 (京都府)
- BABYFACE PLANET'S 亀岡店 （京都府）
- BABYFACE PLANET'S 京都洛西店 (京都府)
- BABYFACE PLANET'S 橿原店 (奈良県)
- BABYFACE PLANET'S 南肘塚店 (奈良県)
- BABYFACE PLANET'S ガーデンパーク和歌山店 (和歌山県)
- BABYFACE PLANET'S 出雲店 (島根県)
- BABYFACE PLANET'S 太宰府店
- Cafe UNO（奈良県）
- 博多あぶりや「炙」（もつ鍋料理店、奈良県）